# Cratere Nin
Nin  è un cratere sulla superficie di Venere. Deve il proprio nome ad Anaïs Nin, scrittrice francese naturalizzata statunitense del XX secolo.